# Cheroscorpaena tridactyla
Cheroscorpaena tridactyla är en fiskart som beskrevs av Mees, 1964. Cheroscorpaena tridactyla ingår i släktet Cheroscorpaena och familjen Apistidae. Inga underarter finns listade i Catalogue of Life.